# Чернавский район (Липецкая область)
Чернавский район — административно-территориальная единица в составе Орловской и Липецкой областей РСФСР, существовавшая в 1946—1960 годах. Административный центр — Чернава.
Чернавский район был образован в составе Орловской области 12 марта 1946 года.
6 января 1954 года Чернавский район был передан в Липецкую область.
21 июня 1960 года Чернавский район был упразднён, а его территория разделена между Долгоруковским и Измалковским районами.